# 공목
공목(孔目)은 한국과 중국의 과거 관직이다.
한국에서는 고려에서 예빈성 소속으로 문서 검토와 사증을 일을 맡는 관직으로 존재했다.